# Georgic (schip, 1932)

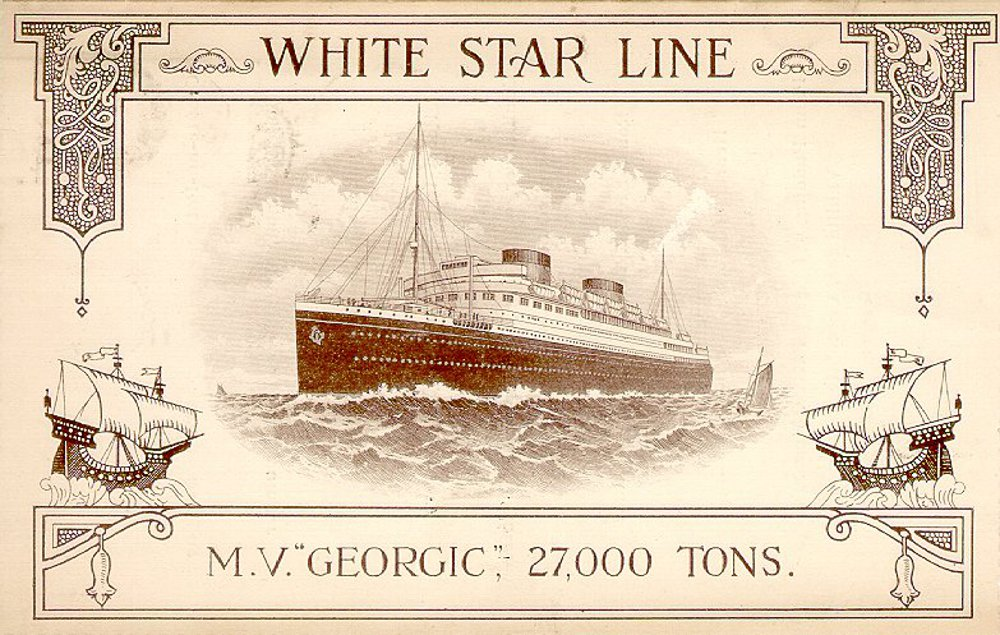
De Georgic op een briefkaart uit begin jaren dertig

Het MV Georgic was een motorschip en een oceaanlijner in dienst bij onder meer de White Star Line. Het schip werd gebouwd bij de Britse scheepsbouwer Harland and Wolff en in 1931 tewatergelaten. Het was een zusterschip van de Britannic en het laatste schip dat de White Star Line liet bouwen vóór de fusie met de Cunard Line.
Van 1932 tot 1940 deed het schip dienst als lijnschip op de verbinding Liverpool - New York. In 1940 werd het in het kader van de Tweede Wereldoorlog in dienst gesteld als troepentransportschip voor het Britse Ministerie van Oorlogstransport. In 1941 werd de Georgic in een Egyptische haven bij het Suezkanaal door Duitse gevechtsvliegtuigen tot zinken gebracht. Het schip werd tussen 1941 en 1944 gelicht en gerepareerd, waarna het opnieuw dienst deed als troepenschip en na de oorlog als passagiersschip. In 1955 werd het uit dienst genomen en het volgende jaar voor de sloop afgevoerd.

## Achtergrond
Eind jaren twintig had de White Star Line het plan opgevat om de iets verouderde vloot aan te vullen met twee motorschepen in plaats van de stoomboten die voordien gebruikelijk waren. Het plan voorzag in de Oceanic, een superschip van 300 m en in een meer economische variant, de Britannic. De Oceanic werd uiteindelijk niet afgebouwd en reeds gebouwde delen werden verwerkt in de Georgic.

## Ontwerp en bouw
Volgens het ontwerp moest de Georgic in wezen een iets grotere versie van zijn eerdere zusterschip Britannic worden, met een bruto tonnage van 27.759, in vergelijking met Britannic die 26.943 ton mat. De Georgic verschilde qua uiterlijk van de Britannic in die zin dat het voorste deel van de bovenbouw en brug afgerond waren in plaats van recht. Ook was in tegenstelling tot de Britannic het voorste deel van het promenadedek overdekt. Net als Britannic had Georgic twee korte stompe schoorstenen, waarvan de voorste niet als schoorsteen dienst deed. Deze huisvestte de radiokamer en de rookruimte van de machinisten.
De aandrijving was identiek aan die van zijn zusterschip, bestaande uit twee tiencilinder viertakt Burmeister & Wain dieselmotoren. Destijds waren dit de grootste en krachtigste motoren in hun soort en ze hadden samen een vermogen van 20.000 pk. De machines waren verbonden met twee schroeven die het schip konden voortstuwen met een beoogde snelheid van 18 knopen. Eenmaal in dienst bleek het de 18,5 knopen ook vaak te halen.
De interieurs van de Georgic waren uitgevoerd in art-decostijl. Het moest plaats bieden aan 1542 passagiers: 479 in de eerste, 557 in de tweede en 406 in de derde klas.
De bouw van de Georgic begon in juli 1929 en het werd op 12 november 1931 te water gelaten. Na de afwerking begon het op 4 juni 1932 met proefvaarten en eind juni werd het opgeleverd.

## In dienst

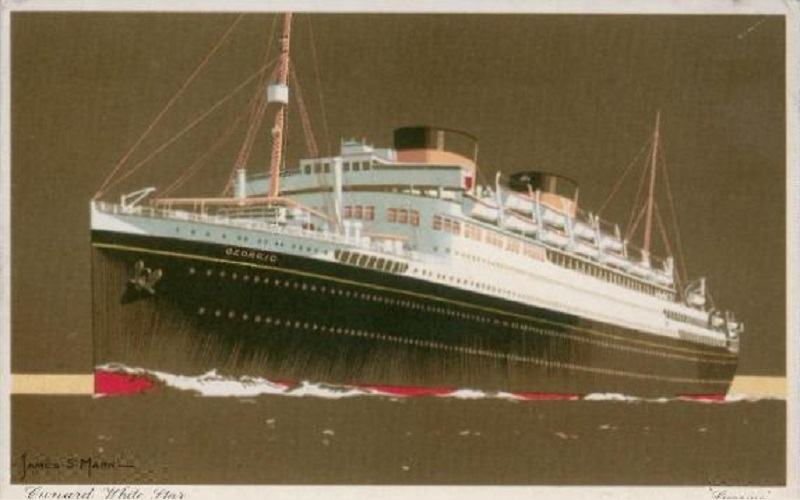
Georgic op een oude ansichtkaart

De Georgic maakte zijn eerste reis op 25 juni 1932. Hij werd gebouwd voor de route Liverpool - New York en deed deze samen met de Britannic . Begin 1933 verving hij korte tijd de verouderde Olympic op de route Southampton - New York, terwijl dat schip werd gereviseerd.
Hoewel ze niet de grootste of snelste lijnschepen van hun tijd waren, bleken Georgic en Britannic populair. In de jaren 30 waren zij de meest winstgevende schepen in dienst van de White Star Line en zij hielpen de rederij te overleven tijdens de Grote Depressie.
Op 10 mei 1934 fuseerde White Star Line met zijn oude rivaal de Cunard Line en het schip werd onderdeel van de vloot van de samengevoegde Cunard-White Star Line. Beide schepen behielden echter hun White Star-beschildering en huisvlag, maar met de toevoeging van de Cunard-huisvlag. Het volgende jaar werden Georgic en Brittannic ingezet op de route Londen-Le Havre-Southampton-New York en de Georgic begon deze dienst op 3 mei 1935. Daarmee werd het het grootste schip dat de Theems bevoer, van en naar de haven van Londen. Bij het uitbreken van de oorlog werd de Georgic niet onmiddellijk gevorderd, maar maakte het nog enkele reizen op de route van Liverpool naar New York. Op 11 maart 1940 werd het schip alsnog overgedragen voor de oorlogsinspanning.

### Oorlogstijd
In april 1940 werd de Georgic haastig omgebouwd tot troepenschip met een capaciteit van 3000 man. In mei van dat jaar assisteerde het bij de evacuatie van Britse manschappen uit de haven van Narvik na de mislukte Noorse campagne. Een maand later was het van dienst bij het evacueren van Britse militairen uit de Franse havens van Brest en Saint-Nazaire. Tussen juli en september 1940 voer de Georgic naar IJsland en vervolgens naar Halifax, Nova Scotia om Canadese soldaten te vervoeren. Vervolgens maakte het verschillende reizen van Liverpool en Glasgow via Kaap de Goede Hoop naar het Midden-Oosten en reizen tussen Liverpool, New York en Canada. Tussen mei 1940 en juli 1941 vervoerde de Georgic ongeveer 25.000 militairen.

### Tot zinken gebracht

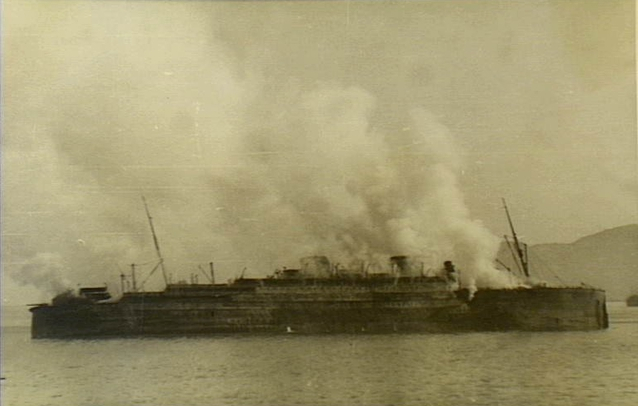
De Georgic in brand en aan de grond in Port Tewfik, Egypte

Op 22 mei 1941 verliet de Georgic onder het commando van Captain A.G. Greig Glasgow, met aan boord de 50e (Northumbrian) Infanteriedivisie. Het schip zou deze manschappen om Afrika heen naar Egypte vervoeren. Het maakte deel uit van een konvooi dat bijna onbeschermd moest blijven omdat de Royal Navy haar schepen nodig had bij de jacht op het Duitse slagschip Bismarck. Op 7 juli 1941 arriveerde de Georgic veilig op zijn reisdoel en de militairen werden aan land gebracht. Op 14 juli 1941, terwijl het voor anker lag in Port Tewfik, wachtend op zo'n 800 Italiaanse krijgsgevangenen, werd de Georgic aangevallen door Duitse gevechtsvliegtuigen. Diverse bommen misten hun doel, maar uiteindelijk werd het schip door twee projectielen geraakt. Het eerste gleed langs de romp het water in en ontplofte daar, wat grote schade toebracht onder de waterlijn, waarna het snel water maakte. De tweede bom raakte het botendek, doorboorde vijf dekken en kwam in een liftschacht tot ontploffing. Deze explosie veroorzaakte een brand in de stookolietanks, die vervolgens een opgeslagen munitievoorraad tot ontploffing bracht, waarna bijna het gehele achterstuk van de Georgic in lichterlaaie stond. Ondanks deze zware averij was de bemanning nog in staat de motoren te starten en het schip buiten de haven en buiten de doorvaartroute te laten stranden. Nadien kon de gehele bemanning zich in veiligheid brengen. Het schip brandde volledig uit.

### Berging en herbouw
Op 14 september werd de schade aan de Georgic opgenomen en men stelde vast dat het schip behouden kon worden, daar de romp en de machines nog goeddeels intact waren. Er werd vervolgens een bergings- en renovatieoperatie op touw gezet die in totaal drie jaar zou duren. In oktober werden de gaten in de romp provisorisch gedicht, waarna het schip door twee Britse vrachtvaarders naar Port Sudan werd gesleept. Daar onderging het enkele noodreparaties die nodig waren voor een verdere reis. Op 5 maart 1942 verliet de Georgic Port Sudan, waarna het door vier andere schepen naar Karachi werd gesleept. Daar ging men over tot diverse reparaties waarbij een droogdok niet nodig was. Het kostte de werf, met beperkte middelen, acht maanden om het schip min of meer zeewaardig te krijgen. Daarna kon het schip op eigen kracht naar Bombay varen, waar een droogdok beschikbaar was om de schade aan de romp definitief te herstellen. Op 20 januari 1943 verliet de Georgic Bombay en het arriveerde in Liverpool op 1 maart.
Daar werd een onderzoek naar de staat van het schip uitgevoerd door de Admiraliteit en het Ministry of War Transport (MoWT). Men besloot het schip terug te sturen naar de werf waar het gebouwd was, Harland en Wolff, om volledig te worden herbouwd. Na de herbouw werd Georgic een schip van de overheid, in eigendom overgedragen aan het Ministerie van Oorlogstransport. De Cunard-White Star beheerde het schip namens hen.

### Laatste jaren

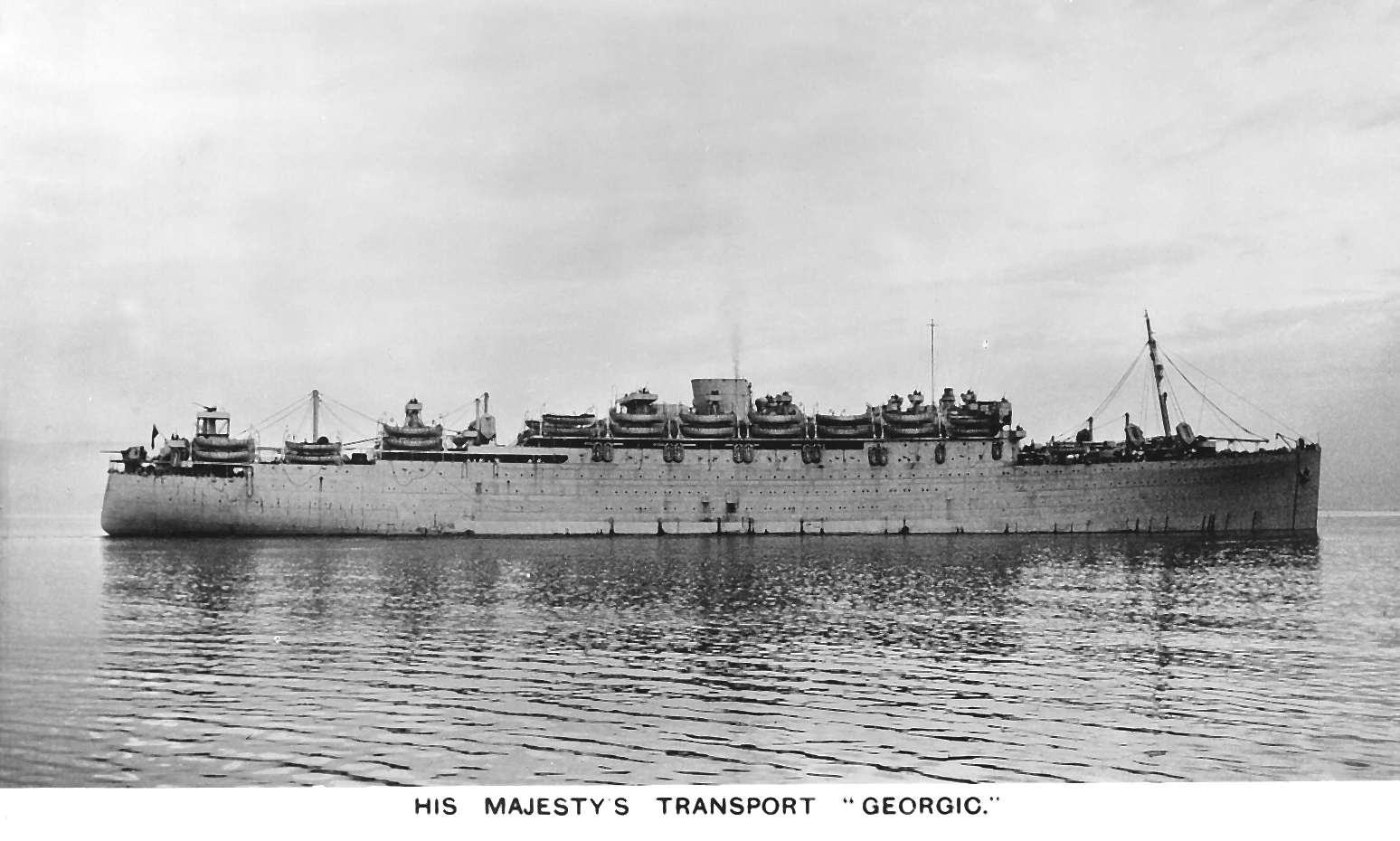
De Georgic na de herbouw

Op 17 december 1944 hervatte de Georgic zijn dienst als troepentransportschip met zeereizen tussen Italië, het Midden-Oosten en India. Nadat de oorlog in 1945 was geëindigd, bracht het drie jaar door met het repatriëren van militairen, burgers en krijgsgevangenen. In 1948 stelde men vast dat er minder behoefte was aan militair transport, maar wel een tekort aan schepen om emigranten naar Australië en Nieuw-Zeeland te vervoeren. In september van dat jaar werd de Georgic naar de Palmers-werf op de Tyne gestuurd om te worden heringericht als een emigrantenschip, met accommodatie in één klasse voor maximaal 1962 personen. De Georgic liet zijn White Star-kleuren restaureren, maar was nu in sterke mate een utilitair schip geworden omdat de interieurs niet werden hersteld in hun vooroorlogse toestand, met name op het gebied van luxe. Bovendien was bedongen dat het in geval van nood beschikbaar moest zijn als militair transportschip.
Dat laatste gebeurde ook daadwerkelijk, van november 1953 tot april 1955, in het kader van de Koreaanse Oorlog. In januari 1955 kondigde de eigenaar van het schip, de Britse overheid, aan het schip uit de vaart te zullen nemen. Het werd echter van de verkoop gered toen het door de Australische regering werd gecharterd om nog een seizoen emigranten te vervoeren. De Georgic maakte zijn laatste reis naar Australië in augustus van dat jaar. In november 1955 maakte het nog een reis van Hongkong naar Liverpool, waarna het op 19 november buiten dienst werd gesteld.